# Khust
Khust (ukrainsk: Хуст, tysk: Chust, ungarsk: Huszt, rusinsk: Хуст, rumænsk: Hust, jiddisch כוסט (Khist) ) er en by beliggende ved floden Tisza i Zakarpatska oblast (provins) i det vestlige Ukraine. Den ligger tæt på sammenløbet af floderne af Tisza og Rika. Den fungerer som administrativt centrum for Khust rajon (distrikt), men byen selv hører ikke til rajonen og er udpeget som by af regional betydning , med samme status som en rajon.
Byen har en befolkning på omkring 28.039 (2022) indbyggere.
Khust var hovedstad i den kortlivede republik Karpátska-Ukraine (en) (eller Karpatiske Ukraine, 1938–1938).